# Arnold Freiherr von Biegeleben
Arnold Freiherr von Biegeleben (16 de abril de 1883 - 11 de outubro de 1940) foi um oficial alemão que serviu durante a Segunda Guerra Mundial. Foi condecorado com a Cruz de Cavaleiro da Cruz de Ferro.

## Condecorações
| Cruz de Ferro 2ª Classe                                |
| Cruz de Ferro 1ª Classe                                |
| Cruz de Cavaleiro da Cruz de Ferro 5 de agosto de 1940 |